# Protodipseudopsis
Protodipseudopsis is een geslacht van schietmotten. De typesoort van het geslacht is Protodipseudopsis sjoestedti.

## Soorten
Het geslacht kent de volgende soorten:
- Protodipseudopsis bicincta
- Protodipseudopsis congolana
- Protodipseudopsis decolorata
- Protodipseudopsis laticornis
- Protodipseudopsis sjoestedti